# Baudiot (Stradivarius)
Pour les articles homonymes, voir Baudiot.
Le Baudiot est un violoncelle construit par le luthier italien Antonio Stradivari.
Il tire son nom de l'un de ses interprètes, Charles Baudiot. Avec le Batta, il fut l'un des instruments de Gregor Piatigorsky, le virtuose Russe.

## Parcours
Voici le parcours connu de ce violon.
| Interprète         | Depuis | Avéré en | Jusqu'en |
| ------------------ | ------ | -------- | -------- |
| Charles Baudiot    |        |          |          |
| Gregor Piatigorsky | 1948   |          | 1976     |
| Evan Drachman      |        | 2003     |          |

| Propriétaire                                                                              | Depuis | Avéré en | Jusqu'en |
| ----------------------------------------------------------------------------------------- | ------ | -------- | -------- |
| de Savolette                                                                              |        |          |          |
| Jaurer                                                                                    |        |          |          |
| M. et Mme. Charles Nicolas Baudiot                                                        |        |          | 1850     |
| Fortuné, comte de Pluvié, violoncelliste, il mourut le 4 janvier 1882 à Plouay (Morbihan) | 1850   | 1870     |          |
| Allyre de Pluvié (1841-1921), fille du précédent, épouse Amaury, comte de Kerdrel.        |        |          | 1894     |
| W.E. Hill & Sons                                                                          | 1894   |          |          |
| Mrs. Somers Cocks                                                                         |        | 1909     |          |
| Gregor Piatigorsky                                                                        | 1948   |          |          |
| Evan Drachman                                                                             |        |          | 2003     |